# Mucor variosporus
Mucor variosporus är en svampart som beskrevs av Schipper 1978. Mucor variosporus ingår i släktet Mucor och familjen Mucoraceae.   Inga underarter finns listade i Catalogue of Life.